# آرت لوید
آرت لوید (انگلیسی: Art Lloyd؛ ۱۷ اکتبر ۱۸۹۷ – ۲۵ نوامبر ۱۹۵۴) فیلم‌بردار، تصویربردار صحنه، و فیلم‌نامه‌نویس اهل ایالات متحده آمریکا بود.

## فیلمشناسی
- برادر کوچولو
- دردسرهای ماهیگیری
- اولین اشتباه آن‌ها
- من و رفیقم
- بندرگاه قدیمی!
- لفینگ گریوی
- ژنرال اسپنکی
- در مسیر اشتباه
- زحمت را کم کن
- یک حرکت صحیح
- بچه‌ها در شهر اسباب‌بازی
- روح زنده
- ستاره‌ای انتخاب کن
- دوتا دوتا
- بانی اسکاتلند
- اونها ترکوندن
- برادر شیطان
- ترمیم‌کنندگان زناشویی
- بزرگ باش!
- هشتمین اولیور
- ساده‌لوح در آکسفورد
- نخاله‌ها در دریا
- کوهستان
- روز عالی
- جهانگردی
- دختر کولی
- این به آن در
- به‌سوی غرب
- پیامدهای کارهای گذشته